# Ding et Dong
Pour les articles homonymes, voir Ding, Dong et Ding Dong.
Ding et Dong est un duo humoristique québécois, composé de Serge Thériault (« Ding ») et Claude Meunier (« Dong »), reconnaissables à leurs habits « peau de vache ». Au début des années 1980, ils ont animé les Lundis des Ha! Ha!, où se sont illustrés plusieurs futurs humoristes (dont Daniel Lemire).  Lors d'un spectacle, ils créèrent un faux téléroman intitulé La Petite Vie, qui donna naissance à l'émission de télévision la plus regardée au Québec à cette époque. 
Ils sont aussi les vedettes d'un film portant leur nom : Ding et Dong, le film. Le film a d'ailleurs fêté ses 30 ans le 8 août 2020. Pour célébrer l'événement, Claude Meunier s'est entretenu avec Pierre-Yves Lord lors d'une entrevue à Radio-Canada.